# Михайловская (Усть-Кубинский район)
Михайловская — деревня в Усть-Кубинском районе Вологодской области.
Входит в состав Троицкого сельского поселения, с точки зрения административно-территориального деления — в Троицкий сельсовет.
Расстояние по автодороге до районного центра Устья — 48 км, до центра муниципального образования Бережного — 6 км. Ближайшие населённые пункты — Заовражье, Кузьминская, Анциферовская, Горшково, Соколово, Петрово.
По данным переписи в 2002 году постоянного населения не было.